# Maria Parlińska
Maria Parlińska (ur. 17 października 1948 w Gnieźnie) – polska ekonomistka o specjalności ekonomika informacji, metody ilościowe w ekonomii oraz matematyk i statystyk; doktor habilitowany, doctor honoris causa Latvia University of Life Sciences and Technologies, członek zagraniczny Latvian Academy of Agricultural and Forestry Sciences, honorowy profesor Aeres University of Applied Sciences Netherlands (do 2013: CAH Dronten University of Applied Sciences). Profesor nadzwyczajny katedry Ekonomii i Zarządzania Uczelni Techniczno-Handlowej im. Heleny Chodkowskiej

## Działalność
Ukończyła studia na Wydziale Matematyczno-Fizyczno-Chemicznym Uniwersytetu im. Adama Mickiewicza w Poznaniu. Od ukończenia studiów do 2018 roku pracowała w Szkole Głównej Gospodarstwa Wiejskiego w Warszawie (SGGW) piastując wszystkie stanowiska przewidziane dla nauczycieli akademickich a od 2019 w Uczelni Techniczno-Handlowej im. H. Chodkowskiej w Warszawie. Od 2009 roku samodzielny pracownik nauki, od 2010 profesor nadzwyczajny SGGW a od 2019 profesor UTH. W latach 1996–1998 zorganizowała i kierowała Departamentem Informacji i Analiz Ministerstwa Rolnictwa i Gospodarki Żywnościowej (od 1999 Ministerstwo Rolnictwa i Rozwoju Wsi) w Warszawie. W latach 1996–2002 pełniła funkcję prodziekana ds. dydaktyki Wydziału Ekonomiczno-Rolniczego (od 2008 Wydział Nauk Ekonomicznych SGGW), 2002–2008 była członkiem Senatu SGGW, 2007–2018 przedstawicielem SGGW w Euroleague for Life Sciences (ELLS).  Od roku 2008 jest członkiem rady redakcyjnej naukowego wydawnictwa Proceedings of the Latvian Academy of Sciences - części A: Nauki Humanistyczne i Społeczne oraz członkiem zespołu ds. oceny projektów dydaktyczno–naukowych w Środkowoeuropejskim Programie Wymiany Uniwersyteckiej CEEPUS Biura Uznawalności Wykształcenia i Wymiany Międzynarodowej BUWIWM. Od 2018 ekspertem ds. oceny projektów w Narodowej Agencji Wymiany Akademickiej NAWA, 2010-2012 kierownikiem Zakładu Metod Ilościowych Katedry Ekonomiki Rolnictwa i Międzynarodowych Stosunków Gospodarczych Wydziału Nauk Ekonomicznych SGGW, 2013–2016 kierownikiem Katedry Ekonomiki Rolnictwa i Międzynarodowych Stosunków Gospodarczych, Wydziału Nauk Ekonomicznych SGGW, od 2013 do 2020 jest redaktorem naczelnym, a od 2020 członkiem Rady Programowej czasopisma naukowego Zeszyty Naukowe Szkoły Głównej Gospodarstwa Wiejskiego w Warszawie – Problemy Rolnictwa Światowego.
W latach 2004–2018 profesor wizytujący (kilkukrotnie): South Dakota State University U.S., Uniwersytet Hohenheim (Niemcy), Latvia University of Life Sciences and Technologies, Czech University of Life Sciences Prague CULS, University of Natural Resources and Life Sciences, Vienna BOKU, University of Maribor Slovenia, Aeres University of Applied Sciences Netherlands, Technological Educational Institute (T.E.I.) of Epirus Greece, Wageningen University & Research (Wageningen UR, WUR) Netherlands, Cranfield University UK, Cukurova University Turkey, Technical University of Valencia Spain.
Główna linia badawcza to ekonomika informacji, a w szczególności:
- metody identyfikacji i pomiaru kosztów informacji w odniesieniu do wyrobów i usług informacyjnych;
- metodologia dystrybucji informacji, niwelująca koszty wynikające z jej asymetryczności;
- metody ilościowe w ekonomii.

Wyniki swoich badań zamieściła w 218 pracach naukowych (w tym 131 w języku angielskim), z czego 96 to oryginalne prace twórcze (w tym monografie) i 21 podręczników – w wersjach tradycyjnej (papierowej), e-book i witryn internetowych z rodzaju „D-learning”.
Udziela się w światowej organizacji pozarządowej (non-government NGO) Soroptimist International skupiającej kobiety aktywne zawodowo, mającej status konsultanta przy Organizacji Narodów Zjednoczonych i w związku z tym prawo do zabierania głosu oraz dostęp do ośrodków ONZ w Nowym Jorku, Genewie, Wiedniu, Rzymie, Nairobi i Paryżu. Jej cel stanowi popieranie praw człowieka i umacnianie praw kobiet. Pełnione funkcje: 1996–1998 i 2002–2004 Prezydentka Klubu, 2006-2008 Delegatka Unii Klubów Polskich do Federacji, 2009-2012 Vicegovernor a 2013-2015 Governor Unii Klubów Polskich, 2017-2019 Kontroler Finansowy Federacji Europejskiej Soroptimist International of Europe.
Za swoją działalność naukowo-badawczą, dydaktyczną i organizacyjną uzyskała nominację i została wpisana do:
- Encyklopedii Biograficznej Who is who w Polsce[14];
- Kroniki Nauki Polskiej 2007-2010[15];
- Złotej Księgi Nauk Społecznych 2014[16].